# Barbara Ling
Barbara Ling (Los Angeles, 4 agosto 1952) è una scenografa statunitense.

## Filmografia
- True Stories, regia di David Byrne (1986)
- Cercasi l'uomo giusto (Making Mr. Right), regia di Susan Seidelman (1987)
- Heaven, regia di Diane Keaton - documentario (1986)
- Al di là di tutti i limiti (Less Than Zero), regia di Marek Kanievska (1987)
- Al diavolo il paradiso (Checking Out), regia di David Leland (1989)
- Gli uomini della mia vita (Men Don't Leave), regia di Paul Brickman (1990)
- The Doors, regia di Oliver Stone (1991)
- Detective coi tacchi a spillo (V.I. Warshawski), regia di Jeff Kanew (1991)
- Pomodori verdi fritti alla fermata del treno (Fried Green Tomatoes), regia di Jon Avnet (1991)
- Un giorno di ordinaria follia (Falling Down), regia di Joel Schumacher (1993)
- 110 e lode (With Honors), regia di Alek Keshishian (1994)
- Batman Forever, regia di Joel Schumacher (1995)
- Batman & Robin, regia di Joel Schumacher (1997)
- Destini incrociati (Random Hearts), regia di Sydney Pollack (1999)
- Cuori in Atlantide (Hearts in Atlantis), regia di Scott Hicks (2001)
- Mission Zero, regia di Kathryn Bigelow - cortometraggio (2007)
- Sapori e dissapori (No Reservations), regia di Scott Hicks (2007)
- Ho cercato il tuo nome (The Lucky One), regia di Scott Hicks (2012)
- Fallen, regia di Scott Hicks (2016)
- C'era una volta a... Hollywood (Once Upon a Time... in Hollywood), regia di Quentin Tarantino (2019)
- Non così vicino (A Man Called Otto), regia di Marc Forster (2022)

## Riconoscimenti
- Premi Oscar
  - 2020 - Migliore scenografia per C'era una volta a... Hollywood [2]
- Premi BAFTA
  - 2020 - Candidata alla migliore scenografia per C'era una volta a... Hollywood[3]
- Critics' Choice Awards
  - 2020 - Miglior scenografia per C'era una volta a... Hollywood[4]
- Los Angeles Film Critics Association Awards
  - 2019 - Miglior scenografia per C'era una volta a... Hollywood[5]
- Satellite Awards
  - 2019 - Candidata alla miglior scenografia per C'era una volta a... Hollywood[6]